# Neocteniza fantastica
Neocteniza fantastica är en spindelart som beskrevs av Norman I. Platnick och Mohammad U. Shadab 1976. Neocteniza fantastica ingår i släktet Neocteniza och familjen Idiopidae.
Artens utbredningsområde är Colombia. Inga underarter finns listade i Catalogue of Life.